# Postraub in der Subach
Der Postraub in der Subach war ein Kriminalfall im Jahre 1822 im Hessischen Hinterland, seinerzeit Großherzogtum Hessen. Durch die schriftlichen Schilderungen des Criminalgerichtssekretärs Carl Franz wurde der Fall überliefert. Einer breiten Öffentlichkeit wurde er 1971 durch die Verfilmung Der plötzliche Reichtum der armen Leute von Kombach bekannt.

## Tatverlauf
Am 19. Mai 1822 überfielen acht arme Bauern und Tagelöhner aus Kombach, Wolfgruben und Dexbach ein „Geldkärrnchen“, das an diesem Tag von Gladenbach nach Gießen fuhr. Es war geplant, dass der Überfall in der Subach, einem Hohlweg in der Nähe von Mornshausen bei Gladenbach, stattfinden sollte. Nach sechs abgebrochenen Versuchen glückte der Überfall. Die Beute betrug 10.466 Gulden.

## Ermittlungen und Verfahren
Ihr plötzlicher Reichtum wurde den Tätern zum Verhängnis, denn sie wurden durch ihre Ausgaben auffällig. Das führte dazu, dass man sieben der acht Täter ermittelte und fasste. 1824 wurden fünf Täter in einem Gerichtsverfahren in Gießen zum Tode durch das Schwert verurteilt und hingerichtet.

## Tatort
Die Subach ist ein Zufluss der Salzböde. Der Überfall ereignete sich in einem Hohlweg zwischen Rollshausen und Mornshausen.

## Täter
Als Täter des Überfalls wurden folgende acht Personen ermittelt:
- David Briel aus Dexbach
- Hans Jacob Geiz aus Kombach
- Heinrich Geiz, Sohn des Hans Jacob Geiz aus Kombach
- Jacob Geiz, Sohn des Hans Jacob Geiz aus Kombach
- Jost Wege aus Kombach
- Jost Wege aus Wolfgruben
- Johannes Soldan aus Kombach
- Ludwig Acker aus Kombach

Darüber hinaus war ein „Landschütze Volk“ involviert, er wollte vor dem Überfall dem eskortierenden Landschützen „das Blei aus der Flinte ziehen“.
Der Strumpfhändler David Briel war wahrscheinlich ein Sohn des Johann Hermann Briehl (* 2. November 1774) aus Dexbach. Er galt als „Stifter des Complotts“, hatte sich einen „Hausierschein ins Ausland“ besorgt, zu Zeiten als er noch verdachtlos war. Ihm wird nachgesagt, dass er sich durch Auswanderung nach Amerika der Ermittlung entzog. Angeblich soll er in Amerika eine Strumpffabrik begründet haben.
Der Landschütze Volk wurde festgenommen, nutzte einen günstigen Augenblick im Gefängnis und „schoß sich, der Hand des Henkers vorgreifend, eine Kugel durch das Herz“.
Auch Johannes Soldan starb durch Suizid im Gefängnis, er erdrosselte sich. Zuvor soll er seine Mithelfer „jeden Morgen durch ein selbstverfaßtes Lied zum Ausharren angehalten haben. Er sang ‚halte fest an deinen Glauben ...‘, d. h. an dem Glauben, doch noch in den Genuss der Beute zu kommen: ‚Verratet nichts‘. Man kennt nur noch die erste Zeile der langen Ballade. Das Lied war bis zur Jahrhundertwende in Breidenstein und Wallau bekannt.“
Jost Wege aus Wolfgruben wurde ermittelt und am 6. Februar 1823 in Gießen arretiert. Ihm gelang in der Nacht vom 11. auf den 12. April 1823 die Flucht aus dem Gefängnis. Die anschließende Fahndung verlief erfolglos, über sein weiteres Schicksal ist nichts bekannt.
Die verbleibenden fünf Täter Hans Jacob Geiz, Heinrich Geiz, Jacob Geiz, Jost Wege und Ludwig Acker – allesamt aus Kombach – wurden am 25. März 1824 in Gießen zum Tode durch das Schwert verurteilt. Die öffentliche Exekution erfolgte am 7. Oktober 1824. Dabei war die Abfolge so gewählt, dass Hans Jacob Geiz zunächst der Enthauptung seiner Söhne beiwohnen musste, bevor er als Letzter hingerichtet wurde.

## Historischer Kontext
Die wirtschaftliche Lage der Bevölkerung im Großherzogtum Hessen hatte sich im ersten Viertel des 19. Jahrhunderts extrem verschlechtert. Viele litten bittere Armut. Als Tagelöhner, Erntearbeiter, Schnitter, Drescher oder Knecht bei den wenigen begüterten privaten Grundbesitzern zu arbeiten, war die einzige Verdienstmöglichkeit. Die extrem nassen, kalten Sommer der Jahre 1816 und 1817 (Jahr ohne Sommer) brachten vielerorts Ernteausfälle. Vielen blieb nichts anderes übrig, als ihr Dorf für immer zu verlassen und ihr Glück außerhalb des Hinterlandes zu finden und in der Wetterau, im Siegerland oder im Rheinland zu arbeiten. Auch das in Biedenkopf einstmals blühende Textilgewerbe hatte an Bedeutung verloren. In seiner Blütezeit gab es in Biedenkopf über 150 Tuchmacher. Lohnarbeit war bei Tuchwebern, Spinnereien und Strickereien möglich. Die Hinterländer Strumpfhändler setzten ihre Waren als Hausierer bis ins Rhein-Main-Gebiet ab. Geschichtliche Entwicklungen, wie die Einführung der napoleonischen Kontinentalsperre, ließen diesen Absatz stark sinken. Vor allem war die Zeit eine Zeit der großen Auswanderungsbewegung nach Amerika.

## Quelle & Rezeption
Der Kriminalfall wurde durch ein Werk des Carl Franz, Criminalgerichtssekretär in Giessen, mit dem Titel
Der Post-Raub in der Subach begangen von acht Straßenräubern von denen fünf am siebenten October 1824 zu Giessen durch das Schwerdt vom Leben zum Tode gebracht worden sind
einer größeren Öffentlichkeit bekannt. Das Werk erschien 1825 im Verlag H. Hase, Gießen.
Carl Franz waren die Ermittlungs- und Prozess-Akten des Kriminalfalls bekannt, der am 25. März 1824 vor dem Criminalgericht Giessen verhandelt wurde. Die Akten sind im Hessischen Staatsarchiv Marburg archiviert.
Volker Schlöndorff adaptierte den Fall 1971 in seinem filmischen Frühwerk Der plötzliche Reichtum der armen Leute von Kombach.

## Weitere Postkutschen-Überfälle
Der Postraub in der Subach war kein Einzelfall, weitere Postkutschen-Überfälle zu Beginn des 19. Jahrhunderts sind überliefert. Beispiele:
- Die Überlieferung eines vergleichbaren Falls ist von Michail Krausnick in dessen Werk Beruf: Räuber verarbeitet worden. Mannefriedrich und die Hölzerlips-Bande hatten 1811 im Odenwald eine Postkutsche überfallen. Auch sie wurden ermittelt, verurteilt und mittels Schwert hingerichtet.[3]
- Ottokar Schupp beschrieb 1873 einen Postraub im hessischen Würges.[4][5]
- 1825 wurde im westfälischen Herringen bei Hamm eine Postkutsche überfallen. Der Kutscher und der Banden-Anführer kamen dabei durch Schussverletzungen ums Leben.[6]

### Primärquelle
- Carl Franz: Der Post-Raub in der Subach begangen von acht Straßenräubern von denen fünf am siebenten October 1824 zu Giessen durch das Schwerdt vom Leben zum Tode gebracht worden sind. H. Hase, Gießen 1825.

Das Projekt Google Books hat einen Scan dieser Primärquelle erstellt und online öffentlich verfügbar gemacht.

### Reproduktionen
- 1909: Carl Franz: Der Post-Raub in der Subach begangen von acht Straßenräubern von denen fünf am siebenten October 1824 zu Giessen durch das Schwerdt vom Leben zum Tode gebracht worden sind. In: Vereinsblatt des Geschichtsvereins für den Kreis Biedenkopf. Jg. 3, Nr. 9, 6. November 1909, DNB 012724769.

- 1933: Carl Franz: Der Postraub in der Subach – Nach d. aktenmäßigen Auszug v. Kriminalgerichtssekr. Franz. Hrsg.: Wilhelm Well. Bauer, Marburg 1933, DNB 578292955.

- 1978: Carl Franz: Der Postraub in der Subach begangen von acht Straßenräubern von denen fünf am siebenten Oktober 1824 zu Gießen durch das Schwert vom Leben zum Tode gebracht worden sind. Aktenmäßig ausgezogen und bearbeitet von Carl Franz, Criminalsekretär Gießen 1825. Illustriert mit zehn Abbildungen nach Linolschnitten von Johannes Nawrath. Hrsg.: Elmar Altwasser, Dieter Mayer-Gürr, Claudia Gabriele Philipp. Jonas Verlag, Marburg 1978, DNB 790143143.

- 1986: Carl Franz: Der Post-Raub in der Subach begangen von acht Straßenräubern von denen fünf am siebenten October 1824 zu Giessen durch das Schwerdt vom Leben zum Tode gebracht worden sind. Aktenmäßig ausgezogen und bearbeitet von Carl Franz, Criminalgerichtssekretär zu Gießen. Giessen 1825. Mit Illustrationen von Wilhelm M. Busch. Jonas Verlag, Marburg 1986, ISBN 3-922561-49-7.

- 1986: Rainer Brämer: Der Postraub in der Subach, Sonderheft aus der Schriftenreihe Mitteilungen des Vereins für Geschichte & Volkskunde Lohra, Lohra 1986.

- 2015: Carl Franz: Der Post-Raub in der Subach begangen von acht Straßenräubern, von denen fünf am siebten October 1824 zu Giessen durch das Schwerdt vom Leben zum Tode gebracht worden sind. Aktenmäßig ausgezogen und bearbeitet von Carl Franz, Criminalgerichtssekretär zu Giessen. Giessen 1825, Jonas Verlag, Marburg 2015, ISBN 978-3-89445-510-1. (Taschenbuch)

### Adaptionen
- Margarethe von Trotta, Volker Schlöndorff: Drehbuch des Films Der plötzliche Reichtum der armen Leute von Kombach (1971)
- Ulrike Haß: Der plötzliche Reichtum der armen Leute von Kombach. Reihe rororo rotfuchs. Rowohlt Taschenbuch Verlag GmbH, Reinbek bei Hamburg 1980, ISBN 3-499-20242-5.

### Forschung
- Ulrich Mayer: Der Postraub in der Subach in der Gemarkung von Lohra. Vortrag beim Oberhessischen Geschichtsverein in Gießen am 17. Januar 1996. Hrsg.: Oberhessischer Geschichtsverein Gießen (= Mitteilungen des Oberhessischen Geschichtsvereins Gießen. Nr. 81). Gießen 4. März 2019, S. 277–297 (uni-giessen.de [PDF; 6,5 MB; abgerufen am 8. Mai 2020]).